# Saturn Corporation
Saturn Corporation fue un fabricante de automóviles fundado por el grupo industrial estadounidense General Motors desde 1985 hasta el 31 de octubre de 2010 con el objetivo de enfrentarse a las marcas japonesas Honda Motor Co., Ltd., Nissan y Toyota. Los modelos más recientes provienen de la marca alemana Opel, también perteneciente a General Motors, y se enfoca en modelos económicos, híbridos y todoterrenos ligeros. A diferencia de otras marcas del grupo, Saturn tiene una red de distribuidores independiente, y fomenta la venta de sus modelos al precio de lista. En 2008, General Motors entró en bancarrota, lo cual llevó a cerrar sus compañías menos fuertes, entre ellas Saturn.

## Inicios
Desde su lanzamiento al mercado, Saturn ya fue una división significativa en General Motors. Todos los productos de esta iban con un chasis específico por estos, el Z-body, un motor también específico (el 1.9 L Motor Saturn l4) y eran fabricados en Spring Hill. Los 3 modelos de Saturn, Saturn S-series (SL, SC y SW) compartían plataforma pero se modificaba la estructura (el SL era un sedán, el SC un cupé, y el SW un familiar). En el 2000 se presenta el Saturn L-series y supone el primer cambio real de Saturn. Este era un mid-size que compartía la plataforma GM2900 y motores con el Opel Vectra y que fue construido en Wilmington, Delaware (el Saturn Sky, Pontiac Solstice y Opel GT, modelos actuales, son fabricados en esta fábrica). Saturn nunca ha sido una empresa que haya tenido beneficios. El modelo Saturn ION fue dejado de fabricar durante 2 semanas para reducir los stocks acumulados y el Saturn L-series fue cancelado después de haberse fabricado el modelo de 2005. Por este motivo, GM decidió recuperar el control de esta división, eliminando la independencia que disfrutaba. En la actualidad, Saturn comparte las plataformas Delta y Theta, junto con los motores Ecotec y sus vehículos son fabricados en diferentes fábricas de GM (incluyendo la de Spring Hill). El Saturn VUE incluso utiliza motor de Honda. 

## Gama de modelos de Saturn
- Saturn S-Series - turismo del segmento C
- Saturn ION - turismo del segmento C
- Saturn Astra - turismo del segmento C
- Saturn L-Series - turismo del segmento D
- Saturn Aura - turismo del segmento D
- Saturn Sky - deportivo de dos plazas
- Saturn Relay - monovolumen del segmento D
- Saturn VUE - todoterreno del segmento D
- Saturn Outlook - todoterreno del segmento E